# ساوئرلاخ
ساوئرلاخ (به آلمانی: Sauerlach) یک شهر در آلمان است که در منطقه مونیخ واقع شده‌است.

## خصوصیات
ساوئرلاخ ۴۸٫۴۹ کیلومترمربع مساحت دارد ۶۱۸ متر بالاتر از سطح دریا واقع شده‌است.